# Верхнє Байгулово
Верхнє Байгу́лово (рос. Верхнее Байгулово, чув. Куснарпуç) — присілок у складі Козловського району Чувашії, Росія. Входить до складу Байгуловського сільського поселення.
Населення — 99 осіб (2010; 157 у 2002).
Національний склад:
- чуваші — 91 %